# MBS電台
- 關於和該電台同屬MBS媒體控股的電視台，請見「每日放送」。

株式會社MBS電台（日语：MBSラジオ）是一座以關西地區為放送範圍的AM廣播電台。它是每日放送集團下屬的廣播電台。MBS電台的總部設於大阪府大阪市，頻率為AM 1179，是廣播聯播網JRN及NRN的成員。

## 歷史

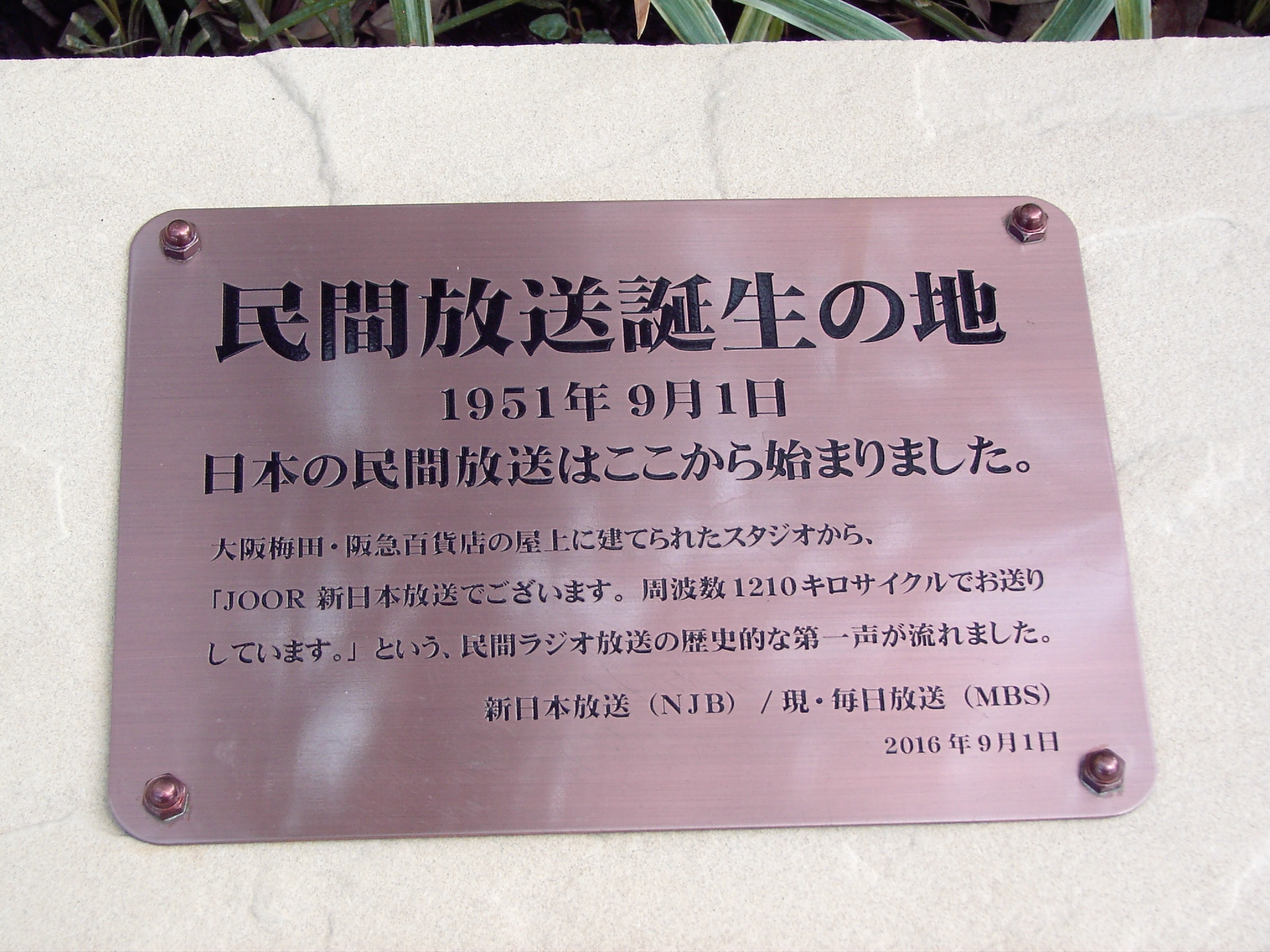
阪急百貨店梅田本店屋頂廣場上的「民間放送誕生之地」紀念牌

第二次世界大戰結束後，每日新聞社有意設立民營電台，並將設立電台一事交由時任編輯總務高橋信三負責:14。同時關西財界人士寺田甚吉和岩崎愛二也有意涉水廣播業界。兩者一拍即合，在1945年12月11日舉辦了懇談會，決定設立「新日本放送」公司:14-15。但當時駐日盟軍總司令（GHQ）傾向延續日本放送協會（NHK）壟斷日本廣播業界的體制（盟軍四國中尤以蘇聯傾向由NHK壟斷），並未允許民間設立電台，因此這一構想並未能立即實現:16-17。但從1947年10月開始，GHQ逐漸開始傾向允許民營廣播設立。「新日本放送」的計劃也因此復活，並獲得京阪神急行電鐵（現阪急電鐵）、日本電氣等企業的支持:18-19。1948年12月27日，新日本放送再次提出廣播事業執照申請書:19，並於翌年1月25日得到受理:21。1950年「電波三法」（《電波法》、《放送法》、《電波監理委員會設置法》）通過之後，民營廣播的設立正式獲得許可:21。同年6月10日，新日本放送舉辦第一次發起人會:21。12月16日，新日本放送舉辦了創立總會，並於12月27日登記設立公司:22。當時近畿地方有12家業者申請設立民營廣播，外界多認為新日本放送及朝日新聞社支援的朝日放送最有可能獲得執照:23。由於當時東京成功實現整合各家申請業者為一家公司，電波監理委員會亦有意在大阪複製這一過程，但遭到了新日本放送和朝日放送雙方的強烈反對:23-24。1951年4月21日，新日本放送獲得預備執照:26。7月8日，新日本放送首次發射試驗電波:29。8月15日至31日，新日本放送進行了試播:30-31。1951年9月1日11時59分30秒，新日本放送正式開播，和同一天開播的中部日本放送並列成為日本最初的民營電台（但中部日本放送是在早晨6時30分開播）:14。1952年2月，新日本放送工會成立:524-528。
1958年6月1日，新日本放送將公司名稱改為每日放送:78。2017年4月1日，每日放送正式實施廣播控股公司該制度。2017年4月1日，舊每日放送更名為MBS媒體控股，而電視及廣播業務則由新成立的子公司每日放送繼承。每日放送因此成為日本第八家、大阪第一家廣播控股公司。
2021年4月1日，每日放送的廣播部門獨立為子公司「株式會社MBS電台」。

## 概要
開播初期，新日本放送的節目以新聞、教育教養、音樂、娛樂節目為主:35。開播翌日，新日本放送就進行了日本民間廣播史上首次棒球比賽轉播:52。在開播不久後的1951年10月22日，新日本放送就獨家播出了世界級小提琴演奏家耶胡迪·梅紐因的演奏會:35-36。新日本放送曾在開播初期的每週一至週六20時播出聽眾參加的競猜節目:37-39，並製作了《爵士物語》、《玫瑰物語》等廣播劇:39。新日本放送還在1951年和東京交響樂團簽訂了專屬契約，得以製作高品質的古典音樂節目:41。但新日本放送收聽率最高的節目仍然多是漫才、落語等娛樂節目:43-44。新日本放送的定時新聞由每日新聞社負責編輯:49。1952年，新日本放送派出了日本民營廣播界的第一位海外特派員:51。據1952年的收聽率調查，新日本放送和日本放送的收聽佔有率均有約20%，NHK則有約40%:54。1055年時，這一比例變成新日本放送佔33%、朝日放送佔34%、NHK佔28.6%:63。1950年代至1970年代，每日放送廣播還曾將其製作的節目在美國夏威夷州KAHU電台、台灣正聲廣播公司、美國紐約市WEVD電台等外國電台播出:140-141。
在電視興起之後，每日放送廣播部門的廣告收入自1958年開始減少:113。1959年度，每日放送的廣播與電視部門收入比是48%對52%。1965年度，這一比例變成12.8%對87.2%。人均每日收聽時間也從1959年3月的73分減少至1965年12月的15.1分:141。1965年，每日放送廣播加入JRN和NRN兩家聯播網:147。面臨廣播收聽人口減少的困境，每日放送將廣播從面向家庭的媒體轉換為面向個人聽眾的媒體，製作更多面向特定聽眾的節目，並將年輕聽眾、主婦、司機視為主要聽眾群:264-267。1967年開始播出的《MBS Young Town》是每日放送廣播具代表性的面向年輕聽眾製作的帶狀夜間節目，融合了音樂、脫口秀等多樣內容。笑福亭鶴瓶、明石家秋刀魚等日本重量級藝人亦出演該節目:293-296。據1974年冬季的收聽率調查，每日放送廣播的人均日收聽時間有23.4分，重新回到20分以上:270。1970年代中期後，憑藉男性聽眾的增加，每日放送廣播的收聽率從第三位上升到第二位:439。
1985年，每日放送廣播時隔22年再次獲得阪神地區收聽率第一，全日平均收聽時間達37.3分:613。1989年冬季時，每日放送廣播在關西三家民營電台的收聽佔有率更達59%:614。自1988年夏季的調查開始，每日放送連續12年在關西的各電台中排名收聽率第一:316-317。《早安川村龍一》、《謝謝！這裡是濱村淳》、《打擾了！這裡是馬場章夫》等長壽帶狀節目是維持每日放送電台高收聽率的重要原因:316-317。1992年，每日放送電台開始播出立體聲廣播節目:331-332。每日放送電台在2010年加入radiko服務，聽眾在網上即可收聽每日放送廣播節目。

## 外部連結
- AM1179 FM90.6 （页面存档备份，存于） - MBS電台
- MBS電台的X（前Twitter）
- MBS電台的Facebook專頁
- YouTube上的MBS電台頻道